# إبراهيم الستولي
إبراهيم علي السَتُولي (بالبنغالية: ইব্রাহীম আলী চতুলী)؛ 1894–1984) هو عالم إسلامي وسياسي ومصلح اجتماعي بنغلاديشي. كان وزير التربية والتعليم في ولاية آسام، وعضوًا منتخبًا في الجمعية التشريعية لآسام ‏ التي تنتمي إلى حزب جمعية علماء الهند. انضمت دائرته الانتخابية إلى الجمعية التشريعية في البنغال الشرقية بعد تقسيم البنغال في عام 1947.

## وقت مبكر من الحياة
ولد إبراهيم علي السَتُولي في عام 1894 م، لعائلة سنية بنغالية في قرية هاراتَيل في سَتُول الكبرى، كانايغات، مقاطعة سِلْهَت ‏. كان والده مُنْشِي عبد الكريم عالما وشاعرا. درّس في مدرسة العالية بِجِنْغَابَارِي في كانايغات، ومدرسة الأَجِيرِية ‏ في غلابغنج، ومدرسة العالية بِرامْفُور في الهند. كان من تلاميذ حسين أحمد المدني.

## حياة مهنية
كان إبراهيم الستولي لفترة طويلة إمام وخطيب الجامع نَياسَرَك بِسِلهَت. في عام 1938 انتخب نائباً في البرلمان البريطاني عن جمعية علماء الهند. بعد ذلك كان وزيرا للتعليم في مجلس مقاطعة آسام. خلال انتخابات المقاطعات الهندية عام 1946 ‏، انتخب عضوًا في الجمعية التشريعية في ولاية آسام (MLA) من جمعية علماء الهند في دائرة سلهت صدر شمال ‏. بعد استفتاء سلهت الذي ضم المنطقة إلى باكستان، أصبح عضوًا في الجمعية التشريعية للبنغال الشرقية.
كان آنذاك السكرتير العام لعلماء الهند في مقاطعة آسام، والزعيم بلا منازع للحركة المناهضة لبريطانيا (حركة استقلال الهند)، والأمين العام لاتحاد طلاب عموم الهند.

## موت
توفي الستولي عام 1984.